# Rutschebanen
Rutschebanen est un parcours de montagnes russes en bois situé aux Jardins de Tivoli, à Copenhague, au Danemark. Il a ouvert en 1914. C'est l'un des plus vieux parcours de montagnes russes en bois encore en activité au monde.
Pour fêter le 100e anniversaire de l'attraction qui a eu lieu en 2014, Tivoli a décidé d'organiser des travaux afin de concevoir le même décor d'origine de 1914.

## Historique

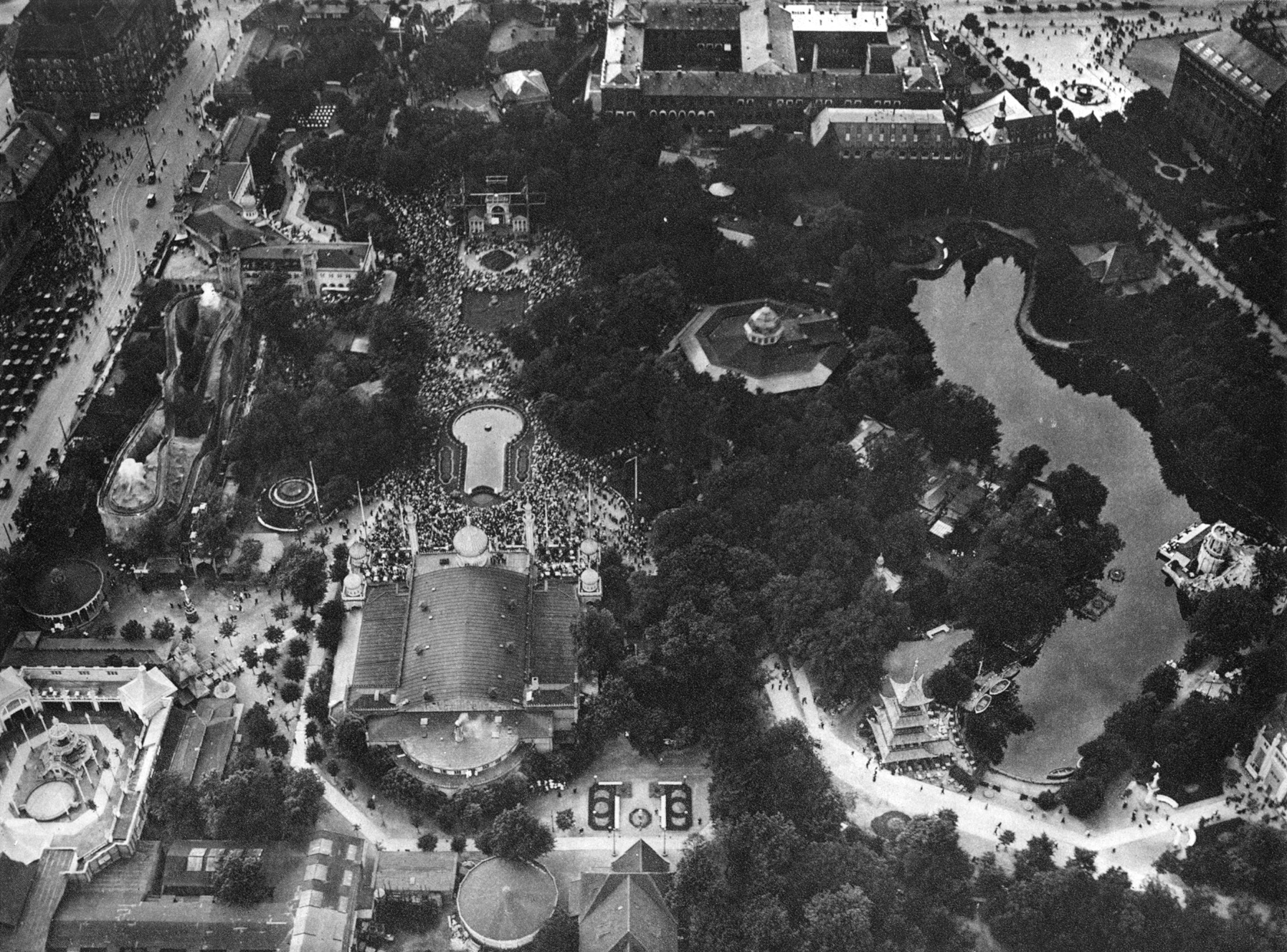
À gauche, Rutschebanen en 1922.

Rutschebanen a été construit pour l'Exposition Baltique de 1914 à Malmö, en Suède. Après l'exposition, il a été vendu aux Jardins de Tivoli.

## Présentation
Rutschebanen veut dire « montagnes russes » en danois. L'attraction a reçu le statut de classique par l'association American Coaster Enthusiasts. Les trains sont freinés par une personne placée debout au milieu des wagons, chose rare, qui en fait l'une des seules attractions avec ce genre de contrôle aujourd'hui.